# Friedrich Völklein
Friedrich Völklein (* 12. Juni 1880 in Lehmingen; † 7. Juli 1960 in Nördlingen) war ein bayerischer Heimatdichter.

## Leben
Völklein wurde am 12. Juni 1880 in Lehmingen, einem kleinen Dorf im Nördlinger Ries (Bayern), das heute Ortsteil von Oettingen ist, als ältester von vier Söhnen  eines Landwirtsehepaars geboren. Nach seiner Ausbildung zum Lehrer unterrichtete er zunächst aushilfsweise in Rieser Gemeinden und anschließend 40 Jahre lang in Würzburg. Beim Luftangriff auf Würzburg im März 1945 wurde er ausgebombt. Anschließend schlug er sich zu Fuß zu seinem Bruder Johann und dessen Familie nach Lehmingen durch. Nach dem Zweiten Weltkrieg übersiedelte er nach Nördlingen, wo er am 7. Juli 1960 verstarb. Er liegt auf dem Nördlinger Emmerams-Friedhof begraben.
Völklein hat sich als Dichter und Schriftsteller seiner Heimat, dem Ries verdient gemacht. Sein Anliegen war es, die Heimat zum bewussten Erleben werden zu lassen, sie kennenzulernen, sie zu lieben, für sie zu arbeiten und sie zu erhalten.
1964 wurde eine Straße in Oettingen nach Völklein benannt, seit 1986 erinnert eine Gedenktafel an seinem Geburtshaus an ihn.

## Werk
Von Friedrich Völklein sind folgende Werke erschienen:
- Rieser Heimatlied[2][3] (Liedtext)
- Der Wanderer (Gedichte)
- Das Wunder der Heimat (Kurzgeschichten)
- Zwischen Heimat und Fremde (Kurzgeschichten)
- Die Zukunft naht, die lichte Braut (Gedichte)
- In den lichten Morgen (Gedichte)
- Wende und Wandlung (Gedichte)
- Die Sonne scheint (Kinderverse)
- Die Wiese blüht (Kinderverse)